# Aongstroemiopsis
Aongstroemiopsis, monotipski rod pravih mahovina koji pripada porodici Dicranaceae, dio reda Dicranales. Jedina vrsta je A. julacea iz Kine, Himalaja, Nepala i Indonezije.
Biljke su sićušne, 3 do 4 mm visine, žućkastozelene do žućkasto smeđe boje. Stabljike su uspravne, sočne, jednostavne ili rijetko razgranate. Raste po šumskim tlima.

## Sinonimi
- Ditrichum julaceum (Dozy & Molk.) I. Hagen
- Pottia julacea Dozy & Molk. ; bazionim